# Pánuco (Veracruz)
Pánucoⓘ – miasto we wschodnim Meksyku, w stanie Veracruz, w regionie Huasteca Alta, nad rzeką Rio Pánuco (uchodzi do Zatoki Meksykańskiej).  W 2008 roku liczyło 33 122 mieszkańców.
Miasto jest również siedzibą gminy o tej samej nazwie. Gmina w 2005 roku liczyła 91 006 mieszkańców.
Pánuco szczyci się, iż było drugą urzędową jednostką administracyjną na kontynencie amerykańskim, ponieważ zostało założone przez Herana Cortésa dnia 22 grudnia 1522, jako Villa de Santiesteban del Puerto. Status miejski uzyskała jednak dopiero po rewolucji meksykańskiej 30 lipca 1931.